# Jindřich Šmíd
Jindřich Šmíd (5. září 1960 – 25. září 2022) byl český lékárník a komunální politik.
Vystudoval Farmaceutickou fakultu UK v Hradci Králové. Působil v městském zastupitelstvu města Varnsdorfu s přestávkami dvacet let, nejprve za ODS, posléze za hnutí ANO; několik let byl také členem městské rady. Byl členem správní rady Nadačního fondu Hrádek - Burgsberg Varnsdorf, členem představenstva České lékárnické komory, předsedou okresního sdružení České lékárnické komory v Děčíně a členem rady spolku Poskytovatelé lékárenské péče z. s.